# Hans Kamp
Hans Kamp (Den Burg, 5 september 1940) is een Nederlands filosoof en linguïst. In 1981 introduceerde hij de Discourse Representation Theory, een theorie binnen de formele semantiek van natuurlijke taal.

## Levensloop
Hans Kamp werd geboren op Texel en ging naar het Murmellius Gymnasium in Alkmaar. Hij studeerde wiskunde en natuurkunde aan de Rijksuniversiteit Leiden en studeerde daarna van 1961 tot 1965 aan het Instituut voor Grondslagenonderzoek en Filosofie der Exacte Wetenschappen van de Gemeente Universiteit Amsterdam. Na zijn tijd in Amsterdam ging Kamp naar de Universiteit van Californië in Los Angeles (UCLA) om te promoveren onder Richard Montague. In 1968 voltooide hij zijn proefschrift, getiteld Tense Logic and the Theory of Linear Order.
Tussen 1968 en 1988 was hij wetenschappelijk medewerker bij verschillende universiteiten, waaronder de Cornell-universiteit en de Universiteit van Londen (University College en Bedford College). In 1988 werd hij hoogleraar in formele logica en taalfilosofie aan de Universiteit van Stuttgart, waar hij sindsdien werkzaam is.
Hans Kamp is vooral bekend van de in 1981 door hem geïntroduceerde Discourse Representation Theory, een formele theorie van de betekenis van taal waarin de mentale representatie van een betoog wordt beschreven aan de hand van Discourse Representation Structures.

## Prijzen
In 1992 kreeg Kamp samen met Barbara Partee de Max-Planck-Forschungspreis en in 1995 kreeg hij de Jean Nicod Prijs. In 1987 werd Kamp een eredoctoraat verleend door de Katholieke Universiteit Brabant, tegenwoordig bekend als Tilburg University. in 2024 werd de Rolf Schock-prijs aan hem toegekend.